# Cristiano I da Dinamarca
Cristiano I (Oldemburgo, fevereiro de 1426 –  21 de maio de 1481) foi monarca da União de Kalmar de 1457 a 1464, tendo sido rei da Dinamarca como Christian 1. (de 1448 até sua morte em 1481), rei da Noruega como Christian I (de 1450  até sua morte em 1481) e rei da Suécia como Kristian I (de 1457 até ser deposto em 1464 por Karl Knutsson).
                                                                               Era filho do conde alemão Teodorico de Oldemburgo e sua esposa a nobre alemã Edviges de Schauemburgo.
                                                                                                        O seu reinado ficou marcado pelos constantes conflitos dentro da União de Kalmar, entre partidários e adversários da união. Ele próprio, foi derrubado do trono da Suécia em 1464 e novamente derrotado em 1471, numa derradeira tentativa frustrada de submeter a Suécia.                                                                                                                                                                                                                  

## De Conde de Oldemburgo a Rei da Dinamarca
Cristiano I nasceu em fevereiro de 1426 em Oldemburgo, Sacro Império Romano-Germânico, filho de Teodorico, Conde de Oldemburgo, e de Edviges de Schauemburgo. Quando seu pai faleceu em 1440, Cristiano herdou o título de conde de Oldemburgo e Delmenhorst. Por esse mesmo tempo foi nomeado por seu tio Adolfo VIII de Holsácia qual seu sucessor para ocupar o condado de Holsácia. A morte de Cristóvão da Baviera em 1448, o trono da Dinamarca ficou vago, pois não havia herdeiros. O conselho real procurou por o poder em mãos do senhor mais poderosos do reino, neste caso Adolfo VIII de Holsácia. Mas Adolfo foi contrário a ideia e recomendou seu sobrinho Cristiano para ocupar tão alto cargo. Cristiano era descendente de Erik V da Dinamarca.
Cristiano foi eleito pelo conselho em 1 de setembro de 1448 e em 28 de outubro de 1449 tomou posse em Copenhague. No mesmo dia de suas coroação se comprometeu em matrimonio com Doreteia de Brandemburgo, a jovem viúva de Cristóvão. As núpcias se celebraram em 26 de outubro de 1450.

## A rivalidade com a Suécia
Após o falecimento de Cristóvão da Baviera, a União de Kalmar havia se desintegrado, principalmente pelos pensamentos nacionalistas dos suecos, que elegeram Carlos Knutsson como novo rei da Suécia. Em Noruega, o trono estava vago e o país havia se dividido em duas facções políticas. A facção predominante elegeu Cristiano como novo rei. Mas em 20 de outubro de 1449, Carlos VIII da Suécia foi coroado pelo arcebispo de Trondheim. Para solucionar o problema, se convocou um congresso em Halmstad. Por meio desse congresso, Cristiano reconheceu os direitos de Carlos como rei da Suécia, sob condição de que este deveria renunciar a Noruega. Também se acordou que o rei que vivesse por mais tempo governaria os três reinos nórdicos. O congresso de Halmostádio supôs também um triunfo para Cristiano, pois Carlos foi deposto do trono da Noruega em 1450, e Cristiano pôde então coroar-se em Trondheim em 2 de agosto de 1450.

## Rei da União de Kalmar
Mas Cristiano não se conformou com o que havia ganhado. Em 1451 formou-se uma sangrenta guerra entre Dinamarca e Suécia por motivo da possessão de Gotlândia. Em 1457, Carlos foi derrubado na Suécia, e os regentes Jons Bengtsson e Erik Axelsson, partidários da União de Kalmar, chamaram a Cristiano para que ocupasse o trono sueco. O monarca chegou a Suécia esse mesmo ano, em 29 de junho de 1457 foi coroado em Uppsala como rei da Suécia, seu filho João foi nomeado herdeiro.

## Conde daHolsáciae Duque deEslésvico
Em 1459 morreu Adolfo VIII, conde da Holsácia, sem deixar descendência. Cristiano foi eleito, na cidade de Ribe, como o novo soberano do Eslésvico e da Holsácia, em 2 de março de 1460. Em 5 de março enviou ao rei os privilégios dos seus territórios, onde se comprometia a comportar-se unicamente como soberanos dessas regiões e não como rei da Dinamarca. Ao mesmo tempo concedeu aos habitantes o direito de ter uma espécie de governo provincial independente da Dinamarca bem como o direito de o eleger. As regiões também permaneceriam unidas.

## Perda da Suécia
Cristiano temia perder seu domínio na Suécia e entrar em conflito em Holsácia. Cristiano, por problemas financeiros, passa a cobrar mais impostos, o que irritas os habitantes da Suécia. Então se produz uma revolta em 1463. A rebelião se tornou ampla em 1464 e regressa o rei Carlos VIII para ocupar o trono. Cristiano liberta a Jons Bengtsson na Dinamarca, este regressa a Suécia e consegui depor por sua vez a Carlos. Depois da morte de Carlos em 1470, Cristiano tenta recuperar a Suécia à força, mas foi derrotado em 10 de outubro de 1471 por Sten Sture na batalha de Brunkeberg.

## Problemas econômicos
Cristiano se tornou dependente da Liga Hanseática, e teve que conceder a ela maiores privilégios comerciais na Dinamarca e Noruega. Por outro lado teve que aceitar a ajuda econômica de Eslésvico e Holsácia, com interesses muito altos. Em 1469 casou a sua irmã Margarida com o rei Jacobo III da Escócia e teve que ceder ao rei escocês as ilhas Órcadas e as Shetland, que pertenciam a Noruega. A última ação de Cristiano foi colocar os ducados de Eslésvico e Holsácia nas mãos de Doroteia, que era melhor administradora que ele. Cristiano morreu em Copenhague em 21 de maio de 1481.

## Descendentes
1. Olavo (1450-1451).
2. Canuto (1451-1455).
3. João da Dinamarca (1455-1513), rei da Dinamarca, Noruega e Suécia.
4. Margarida (1456-1486), casada com Jaime III da Escócia.
5. Frederico I (1471-1533), rei da Dinamarca e Noruega.